# Orazio Borgondio
Orazio Borgondio (Saiano, 7 ottobre 1675 – Roma, 1º marzo 1741) è stato un gesuita, matematico ed erudito italiano. Fu professore di matematica nel Collegio Romano e maestro di Ruggero Giuseppe Boscovich, che gli succedette nella carica alla sua morte.

## Biografia
Nacque a Saiano, vicino a Brescia, da Giuseppe Borgondio e Francesca Parma. Entrò nella Compagnia di Gesù a 16 anni ed emise i quattro voti nel 1707. Allievo di Antonio Baldigiani, nel 1712 ottenne la cattedra di matematica al Collegio Romano, che tenne per 30 anni. A partire dal 1725 fu prefetto del Museo kircheriano. A lui si deve l'allestimento di una sala dedicata agli strumenti astronomici. Il 29 settembre 1740 Borgondio fu nominato rettore del Collegio Romano per volontà del padre generale Franz Retz. Le osservazioni sulle eclissi (1726-1738) e sul transito di Mercurio davanti al disco solare (1736), raccolte nel Journal de Trévoux gli acquistarono una fama europea. Si dedicò anche alla filosofia e scrisse una dissertazione sul sistema di Cartesio presentata all'Accademia francese delle scienze nel 1730. Erudito nelle scienze sacre compilò un'inedita storia delle eresie e gli è istituì una cattedra di storia ecclesiastica nel Collegio Romano, affidata a Pietro Lazzeri. Scrisse inoltre poemi in latino e versi in italiano. Fece parte dell'Accademia dell'Arcadia con lo pseudonimo di Achemenide Megalopolitano e vi recitò poemetti filosofici e scientifici, che ebbero vasta risonanza.

## Opere
Deciso assertore delle tesi newtoniane, che trasmise all'allievo Boscovich, Borgondio fu autore di numerose dissertazioni scientifiche e di sette poemetti didascalici di argomento scientifico recitati davanti all'Accademia dell'Arcadia che riscossero molto successo. Una sua opera manoscritta di argomento matematico, dal titolo Mathesis è conservata nella Biblioteca di Storia delle Scienze "Carlo Viganò" dell'Università Cattolica del Sacro Cuore di Brescia. Un frammento di un suo poema inedito sul moto degli animali (P. Horatii Burgundii de Lue bovina Fragmentum ex Carmine longiori De Motu animalium) è stato pubblicato nel secondo volume della Raccolta di Opere fisico-mediche stampate e manoscritte del Cavalier Antonio Vallisneri raccolte da Antonio suo figliuolo. Nell'Archivio dell'Arcadia lasciò inoltre inedite due Egloghe italiane sulla luce e sull'aurora boreale. Borgondio curò l'edizione del poema De vita aulica di Francesco Maria Grimaldi (Roma, A. de' Rossi 1734 in-8°).

## Lista delle opere
- Hieronis navis in mare deducta. Problema exponens quarum rerum notitia requiratur ad magna pondera loco movenda, Roma, Komareck, 1713.
- Motus Telluris in orbe annuo ex novis observationibus impugnatus exercitationis mathematicae gratia, Roma, Komareck, 1714.
- Iridis explicatio physico-mathematica, Roma, Komareck, 1715.
- Nova hydrometri idea exercitationis mathematicae gratia in Collegio Romano explicata, Roma, 1717.
- Mapparum constructio in planis sphaeram tangentibus, Roma, 1718.
- Constructio eclipsium in disco terrae exercitationis Astronomicae gratia demonstrata, Roma, Komareck, 1719.
- Analyseos elementa exercitationis gratia analytice demonstrata, Roma, Komareck, 1720.
- De aedium luminibus geometrica exercitatio habita in Collegio Romano..., Roma, Komarek, 1721.
- Antliarum leges exercitationis mechanicae gratia demonstratae, Roma, Komarek, 1721.
- De computo ecclesiastico, Roma, Komarek, 1723.
- Constructionum astronomicarum theoria et praxis, Roma, Komarek, 1724.
- De situ Telluris exercitatio geographica..., Roma, Komarek, 1725.
- De circuli dimensione exercitatio geometrica, Roma, Komarek, 1726.
- Usus normae in constructione aequationum planarum, et solidarum, exercitationis analyticae gratia demonstratus, Roma, Komarek, 1727.
- Telescopium gaeodeticum exercitationis dioptricae gratia explicatum, Roma, Komarek, 1727.
- De genesi motus circularis ex recto, Roma, Komarek, 1729.
- Constructio Calendarii Gregoriani sub auspiciis S.S. D.N. Benedicti XIII..., Roma, Giorgio Plachi, 1729.
- Exercitatio analytica de casu irreducibili, Roma, Komareck, 1730.
- Hypothesis planetarum elliptica, Roma, Komarek, 1732.
- De cycloide et motu gravium cycloidali exercitatio mechanica..., Roma, Komarek, 1733.
- De motu gravium exercitatio mechanica..., Roma, Komarek, 1733.
- De cohaerentia calculi astronomici cum aequationibus gregorianis, Roma, Antonio de' Rossi, 1734.
- Poemata IV nempe De Volatu, De Natatu, De Incessu, De Motu sanguinis, in Arcadum Carmina, vol. 1, Roma, Antonio de' Rossi, 1721,  pp. 1-28.
- De Respiratione; De Fluminibus, in Arcadum Carmina, vol. 2, Roma, Antonio de' Rossi, 1721,  pp. 5-24.
- Orazio Borgondio, Plusieurs observations, in Étienne Souciet (a cura di), Observations mathématiques, vol. 1, Parigi, chez Rollin, 1721,  pp. 227-230.